# Mikkel Damsgaard
Mikkel Krogh Damsgaard (daneză ˈtɑmsˌkɒˀ; n. 3 iulie 2000) este un fotbalist profesionist danez care joacă ca aripă la clubul englez din Premier League, Brentford FC și la echipa națională a Danemarcei.